# Egas (Eólida)
Egas o Egeas (en griego, Αἰγαί, Αἰγαῖαι; en turco, Nemrut Kale) fue una antigua ciudad griega en la región de Eólida, Anatolia. 
Es citada por Heródoto como una de las primitivas doce ciudades fundadas por los eolios en Asia Menor.
Polibio la menciona como una de las ciudades eolias que se aliaron con Atalo I en su campaña del año 218 a. C. contra Aqueo.
Estrabón, por su parte, la sitúa en una zona montañosa que hay sobre Cime, Focea y Esmirna, por donde discurre el río Hermo, no lejos de la ciudad de Temno.